# Celosterna perakensis
Celosterna perakensis là một loài bọ cánh cứng trong họ Cerambycidae.